# 宣仁墩駅
宣仁墩駅（せんじんとんえき、中国語: 宣仁墩站、ウイグル語: شۈەنرېندۈن）は、中華人民共和国新疆ウイグル自治区ウルムチ市新市区に位置するウルムチ地下鉄1号線の駅である。

## 歴史
- 2018年10月25日: 開業[1]。

## 隣の駅
ウルムチ地下鉄
■1号線
三工駅 - 宣仁墩駅 - 大地窩堡駅